# Mariella
Mariella [ma.ˈrjɛl.la] ist ein weiblicher Vorname.

## Herkunft und Bedeutung
Bei Mariella handelt es sich um ein italienisches Diminutiv von Maria.

## Verbreitung
Der Name Mariella ist in der ersten Linie in Malta und Italien verbreitet.
In Deutschland findet der Name seit den 2000er Jahren regelmäßige Verwendung, zählte jedoch nie zu den Topnamen. Als höchste Platzierung erreichte er im Jahr 2007 Rang 99 der Hitliste. Im Jahr 2021 belegte er Rang 130 der Vornamenscharts.

## Varianten
Die niederländische Variante des Namens lautet Mariëlla.
Für weitere Varianten: siehe Maria#Varianten

## Namensträger
- Mariella Ahrens (* 1969), deutsche Schauspielerin
- Mariella Aumann (* 2006), deutsche Schauspielerin
- Mariella Devia (* 1948), italienische Opernsängerin (Sopran)
- Mariella El Sherif (* 2004), österreichische Fußballspielerin
- Mariella Farré (* 1963), schweizerische Sängerin
- Mariella Frostrup (* 1962), Journalistin und Moderatorin
- Mariella Gittler (* 1988), österreichische Moderatorin und Journalistin
- Mariella Gramaglia (1949–2014), italienische Politikerin und Journalistin
- Mariella Guercio, italienische Archivarin
- Mariella Lenzen (* 1938), ehemalige Ordensschwester und Bestsellerautorin
- Mariella Mehr (1947–2022), schweizerische Schriftstellerin
- Mariella Mosler (* 1962), deutsche Installationskünstlerin
- Mariella Mularoni (* 1962), san-marinesische Politikerin
- Mariella Nava (* 1960), italienische Sängerin
- Mariella Ourghi (1972–2015), Islamwissenschaftlerin
- Mariella Simoni (* 1948), italienische bildende Künstlerin
- Mariella Voglreiter (* 1989), ehemalige österreichische Skirennläuferin